# ロ朝友好善隣協力条約
ロ朝友好善隣協力条約（ロちょうゆうこうぜんりんきょうりょくじょうやく、ロシア語: Договор о дружбе, добрососедстве и сотрудничестве между Российской Федерацией и Корейской Народно-демократической Республикой, 朝鮮語: 조선민주주의인민공화국과 로씨야련방사이의 친선, 선린 및 협조에 관한 조약）は、2000年2月9日にロシア連邦と朝鮮民主主義人民共和国（北朝鮮）との間で締結された条約。

## 経緯
1961年7月6日に当時のソ連と北朝鮮との間で「ソ朝友好協力相互援助条約」を結んだ。この条約はどちらか一方の国家が第三国から攻撃を受けた場合に共に軍事行動を行うという軍事同盟の条約であった。さらに同年、北朝鮮は中華人民共和国（中国）とも同様な条約である「中朝友好協力相互援助条約」を結んだ。
しかし、1991年のソビエト連邦の崩壊や冷戦の終結などの国際情勢の変化により、ソ朝友好協力相互援助条約は1996年に破棄・失効した。
そこで1999年3月、ロシアと北朝鮮の双方は、新たに「ロ朝友好善隣協力条約」に仮調印した。そして翌2000年2月9日、ロシアのイーゴリ・イワノフ外相が訪朝した際に、白南淳外相との間で、正式に調印された。
北朝鮮側では、同年4月4日から6日に開催された最高人民会議第10期第3次会議において批准された。
ロシア側では、プーチン大統領の訪朝に合わせて、同年7月19日の国家会議（下院）全体会議において批准された。
2024年6月19日に北朝鮮を訪問したプーチンと北朝鮮の金正恩総書記との間で「ロ朝戦略的パートナーシップ条約」が調印され、この条約の批准書交換の日をもって本条約は失効する見通しである。

## 内容
この新条約では旧条約で規定されていた軍事同盟の条項は削除された。有効期限は10年間で、一方が破棄を通告しなければ5年間自動延長される。これでロ朝関係は軍事同盟の関係から、親密な友好国家の関係に切り替わった。